# トーマス・ヘンゲルブロック
トーマス・ヘンゲルブロック（Thomas Hengelbrock, 1958年6月9日 - ）は、ドイツの指揮者。

## 人物・来歴
1958年、ヴィルヘルムスハーフェンに生まれる。ヴァイオリン奏者として音楽家のキャリアをスタートさせ、ニコラウス・アーノンクールのウィーン・コンツェントゥス・ムジクスへ参加。またヴィトルド・ルトスワフスキ、マウリツィオ・カーゲル、アンタル・ドラティを通じ、音楽以外の芸術全般において総合的な刺激を受け、現在の活動にもそれは反映されている。
1985年、ドイツの古楽アンサンブル、フライブルク・バロック管弦楽団の設立に加わり、1997年まで指揮を担当。以降ドイツ・ハルモニア・ムンディに多くの優れた録音を残す。1988年から1991年まではアムステルダム・バロック・ソロイスツとも仕事をした。1995年にはブレーメン・ドイツ室内フィルハーモニー管弦楽団の初代芸術監督に任命され、彼らのバロック期のレパートリーを広げた。
1993年にはウィーン音楽祭のアン・デア・ウィーン劇場でのグルックの『アンチェステ』でオペラ指揮者としてのデビューを果たし賞賛された。次いでベルリンとウィーンでのグルックの『アウリスのイフィゲニア』、ボン市立歌劇場でのモーツァルトの『ドン・ジョヴァンニ』を指揮し、ボンでの演奏ではノルトライン＝ヴェストファーレン州の批評家たちから「ベスト・コンサート・オブ・ザ・イヤー」に選ばれた。他にもプラハ、コペンハーゲン、パリでのパーセルの『アーサー王』、ベルリンでのバルトークの『青ひげ公の城』などを指揮している。
多くのオーケストラやオペラハウスから招聘を受ける、人気と実力を兼ね備えた指揮者であり、2000年からウィーン・フォルクスオーパーの音楽監督、2001年からフェルトキルヒ音楽祭の監督を務めている。2011年からNDR交響楽団の首席指揮者に就任。同年のバイロイト音楽祭では新演出の『タンホイザー』で指揮を務めたが、この年限りで降板となった（翌年はクリスティアン・ティーレマンが指揮を担当した）。

## バルタザール＝ノイマン
ヘンゲルブロックは音楽を朗読、演技、舞踊など他の芸術と結合させるという自らの理想を実現する為に、ドイツを中心にヨーロッパ中から優れた若手ソリストを集め1991年にバルタザール＝ノイマン合唱団、1995年にはバルタザール＝ノイマン・アンサンブルを設立した。その名は設計から、彫刻、庭園を総合したドイツ・バロック期の建築家、バルタザール・ノイマンに由来している。
そのレパートリーは初期バロックから現代作品にまで及び、歴史情報に依拠した演奏実践とそれに相応しい楽器を用いた演奏を行っている。小規模な編成ながら非常に困難なパートにも合唱団のメンバーを起用できるため、モンテヴェルディの『聖母マリアの夕べの祈り』からバッハの声楽作品までの作品を演奏する上で理想的なアンサンブルである。19世紀、20世紀の作品を演奏する際は合唱団は適宜補強されている。
このアンサンブルで行われる音楽、朗読、演技、舞踊が新しい形で結合したユニークなコンサート・プログラムやセミ・ステージ形式の演奏は高く評価されており、最も知られているのは1996年シュヴェツィンゲン音楽祭とボン・オペラハウスで行われた、9人俳優からなるアーヒム・フロイヤー・アンサンブルとの「視覚をともなうロ短調ミサ」の上演である。その模様はテレビにも収録されヨーロッパ中で放映され、ヘンゲルブロックの指揮でフライブルク・バロック管弦楽団、バルタザール＝ノイマン合唱団によるバッハの『ミサ曲 ロ短調』がCD化されると、そのブックレットの表紙はアーヒム・フロイヤー・アンサンブルが織り成す舞台の写真が使用され、多くの人の目をひいた。

## 知られざる名曲を求めて
ヘンゲルブロックの関心の一つは現在では無名の「知られざる名曲」を現代に甦らせ、自らの手で演奏する事である。アストルガ、ドゥランテなどの宗教曲、そして国内盤も発売されたロッティのレクイエムなどは大きな注目と高い評価を受けた。